# Claxton (Georgia)
Claxton – miasto w Stanach Zjednoczonych, w stanie Georgia, siedziba admininistracyjna hrabstwa Evans.